# Nguyễn Võ Nghiêm Minh
Nguyễn Võ Nghiêm Minh (sinh năm 1956) là một đạo diễn và nhà làm phim người Mỹ gốc Việt. Phim của ông, thí dụ như "Mùa len trâu", do ông làm đạo diễn và viết kịch bản đã đạt được nhiều giải thưởng quốc tế. Ông có bằng tiến sĩ vật lý và từng làm việc 16 năm như 1 nhà vật lý tại trường Đại học California tại Los Angeles trước khi hoàn tất ngành Nghệ thuật Điện ảnh (cinematography) cũng tại Đại học này vào năm 1998.
Bộ phim Tết 2010 do ông thực hiện là Khi yêu đừng quay đầu lại, thuộc dòng phim thị trường.

## Giải thưởng và đề cử
| Năm  | Lễ trao giải                                     | Hạng mục                                  | Tác phẩm     | Kết quả   | Nguồn |
| ---- | ------------------------------------------------ | ----------------------------------------- | ------------ | --------- | ----- |
| 2004 | Liên hoan phim quốc tế Chicago lần thứ 40        | Đạo diễn mới (Silver Hugo)                | Mùa len trâu | Đoạt giải | [ 1 ] |
| 2004 | Liên hoan phim quốc tế Amiens                    | Phim xuất sắc (Golden Unicorn)            | Mùa len trâu | Đoạt giải | [ 3 ] |
| 2004 | Liên hoan phim quốc tế Locarno                   | Youth Jury Award                          | Mùa len trâu | Đoạt giải |       |
| 2004 | Liên hoan phim quốc tế Locarno                   | Golden Leopard                            | Mùa len trâu | Đề cử     |       |
| 2005 | Liên hoan phim châu Á-Thái Bình Dương lần thứ 50 | Phim xuất sắc                             | Mùa len trâu | Đề cử     | [ 4 ] |
| 2005 | Trung tâm Văn hóa Doanh nhân Việt Nam            | Phim xuất sắc                             | Mùa len trâu | Đoạt giải | [ 5 ] |
| 2005 | Cape Town Film Festival                          | Giám đốc xuất sắc                         |              | Đoạt giải | [ 6 ] |
| 2006 | Liên hoan phim quốc tế Palm Springs              | Phim nước ngoài xuất sắc (FIPRESCI Prize) | Mùa len trâu | Đoạt giải | [ 7 ] |
| 2007 | Liên hoan phim Việt Nam lần thứ 15               | Đạo diễn xuất sắc                         | Mùa len trâu | Đoạt giải | [ 8 ] |
| 2014 | Liên hoan phim Five Flavours                     | Phim châu Á mới xuất sắc                  | Nước         | Đoạt giải |       |
| 2015 | CAAMFest                                         | Best Narrative (Jury Award)               | Nước         | Đề cử     |       |

## Phim ảnh
- Mùa len trâu (2004)
- Khi yêu đừng quay đầu lại (2010): Câu chuyện tình yêu lãng mạn với không khí liêu trai.[9]
- Nước 2030 (2013): Dựa trên truyện ngắn Nước như nước mắt của nữ văn sĩ Nguyễn Ngọc Tư. Nước 2030 vẽ ra một hướng nhìn ở tương lai với giả định: sự biến đổi khí hậu toàn cầu tác động mạnh lên môi trường sinh thái của miền Nam Việt Nam, từ đó tác động trực tiếp đến số phận của mỗi con người, nhất là người nông dân gắn bó với đồng ruộng.[10] Phim được chiếu khai mạc chương trình Toàn cảnh (Panorama) của Liên hoan phim quốc tế Berlin lần thứ 64 (2014).[11] Tháng 12.2015, "Nước 2030" dự thi LHP Việt Nam lần thứ 19, giành được giải cá nhân về thiết kế âm thanh.[12]

## Quan niệm
- Một tác phẩm điện ảnh có thể có nhiều tầng lớp: lớp trên cùng là một câu chuyện kỳ thú, nhiều người có thể thưởng thức; lớp bên dưới là những ẩn dụ có thể cần những khán giả chọn lọc hơn. Mùa len trâu là một phim như vậy.[13]
- Vật lý dạy cho tôi kiến thức khoa học không nhất thiết phải là sự thật. Và hơn một nửa "sự thật" tuyệt đối không thể có được. Điều này có thể áp dụng vào phim ảnh. Tôi bước vào nghệ thuật thứ bảy khi không còn trẻ, nhưng tôi tin mình vẫn còn đủ thời gian cho nó....[2]